# Departamento Minas (Neuquén)
Das Departamento Minas liegt im Nordwesten der Provinz Neuquén im Süden Argentiniens und ist eine von 16 Verwaltungseinheiten der Provinz. 
Es grenzt im Norden und Westen an Chile, im Osten an das Departamento Chos Malal und im Süden an das Departamento Ñorquín. 
Die Hauptstadt des Departamento Minas ist Andacollo.

## Bevölkerung

### Übersicht
Das Ergebnis der Volkszählung 2022 ist noch nicht bekannt. Bei der Volkszählung 2010 war das Geschlechterverhältnis mit 3.738 männlichen und 3.496 weiblichen Einwohnern recht ausgeglichen mit einem Männerüberhang.
Nach Altersgruppen verteilte sich die Einwohnerschaft auf 2.092 Personen (28,9 %) im Alter von 0 bis 14 Jahren, 4.719 Personen (65,2 %) im Alter von 15 bis 64 Jahren und 423 Personen (5,8 %) von 65 Jahren und mehr.

### Bevölkerungsentwicklung
Das Gebiet ist sehr dünn besiedelt. Die Bevölkerungszahl sank zwischen 1947 und 1970 deutlich und hat seit 1970 stark zugenommen. Die Schätzungen des INDEC gehen von einer Bevölkerungszahl von 7.990 Einwohnern per 1. Juli 2022 aus.
| Jahr | 1947  | 1960  | 1970  | 1980  | 1991  | 2001  | 2010  | 2022    |
| Einwohner                                                                                                | 5.404 | 4.382 | 3.509 | 4.366 | 5.577 | 7.072 | 7.234 | k. Ang. |
| Bevölkerungsentwicklung des Departements seit 1947; Quelle: Ergebnisse der Volkszählungen in Argentinien |       |       |       |       |       |       |       |         |

## Städte und Gemeinden
Das Departamento Minas gliedert sich in eine Gemeinde zweiter Kategorie (Andacollo), drei Gemeinden dritter Kategorie (Huinganco, Las Ovejas, Los Miches), die Comisiones de Fomento Guañacos, Manzano Amargo, Varvarco/Invernada Vieja und Villa del Nahueve. Weitere Siedlungen am Gebiet des Departamento sind Aguas Calientes, Bella Vista, Los Carrizos, Pichi Neuquén und Las Lagunas.